# Uddøde fugle
Uddøde fugle er arter eller underarter af fugle, der ikke længere eksisterer. Fugle kan være uddøde globalt eller regionalt. For eksempel blev urfuglen erklæret som uddød i Danmark i 2001, men er ikke truet internationalt. Gejrfuglen uddøde globalt i 1844, hvor de sidste to individer blev dræbt.
Ifølge IUCNs rødliste over truede dyrearter er 130 fuglearter med sikkerhed uddøde siden 1500-tallet, de fleste på grund af menneskets indvirkning. Muligvis er det sande antal mere end 200 arter. Der kan ofte være tvivl om en fugl stadig findes og om den skal regnes for en art eller underart. Det er flere gange sket, at en art er blevet erklæret globalt uddød, men alligevel er genfundet senere.
Udover de uddøde fuglearter menes, ifølge nogle opgørelser, omkring 60 underarter også at være forsvundet siden 1500-tallet.
De arter, der indtil nu er uddøde, har ofte levet på isolerede øer, hvor en del af dem med tiden har mistet flyvefærdigheden. Dette gjorde dem meget sårbare overfor jagt fra mennesker eller nyligt introducerede rovdyr.

## IUCN rødliste
IUCN har i deres rødliste kategoriseret fuglearterne efter, hvor truede de er af udryddelse. 
| Kategori | Fuldt navn                               | Forklaring |
| EX       | Extinct                                  | Uddød. En art er uddød, når det sidste individ af arten udenfor nogen rimelig tvivl er død. |
| EW       | Extinct in the Wild                      | Uddød i vild tilstand. Det vil sige, at arten er uddød i dens oprindelige levested, men findes i fangenskab eller i populationer, der er naturaliseret langt fra dens tidligere udbredelsesområde.                 |
| CR (PE)  | Critically Endangered (Possibly Extinct) | Kritisk truet (Muligvis uddød). Dette er ikke en officiel kategori, men en benævnelse for arter i kategorien CR, hvor det er sandsynligt at de er uddøde, men hvor der stadig er en lille chance for at de findes. |
| CR       | Critically Endangered                    | Kritisk truet. Arten har en ekstremt høj risiko for at uddø. |
| EN       | Endangered                               | Truet. Arten har en meget høj risiko for at uddø. |
| VU       | Vulnerable                               | Sårbar. Arten har en høj risiko for at uddø. |
| NT       | Near Threatened                          | Nær truet. Arten vil sandsynligvis i nær fremtid blive kategoriseret som truet (VU, EN eller CR). |
| LC       | Least Concern                            | Ikke truet. Dette gælder f.eks. for alle almindeligt udbredte arter. |
| DD       | Data Deficient                           | Manglende data. Anvendes når der ikke findes nok information om arten til at kunne afgøre, om den er truet af udryddelse.                                                                                          |

## Uddøde fuglearter siden 1500
De mest berømte uddøde fuglearter er Dronten fra Mauritius, Gejrfuglen fra Nordatlanten, Elefantfuglene fra Madagaskar, og Moa'erne fra New Zealand. De var alle uden flyveevne og blev udryddet af mennesker. Næsten alle uddøde arter var endemiske for små isolerede øer, hvor introduktion af især svin, rotter, katte og hunde fik alvorlige konsekvenser for den oprindelige fauna. Det var netop fra omkring 1500, at mange nye områder af verden blev besøgt af europæere for første gang som følge af Christoffer Columbus' opdagelse af den nye verden.

Nogle fuglefamilier har forholdsvis flere uddøde arter end andre. Det gælder eksempelvis Tranefugle, Duer og Papegøjer.
IUCN kategoriserede i 2012, med hjælp fra organisationen BirdLife International, 1313 fuglearter som enten kritisk truede, moderat truede eller sårbare for udryddelse. Det svarer til 13 procent af alle nulevende arter. Antallet af fuglearter i disse tre kategorier er stigende.
Tabellen viser 211 fuglearter, der formodentlig er uddøde siden 1500-tallet. Der er brugt flere forskellige kilder, der ikke altid er indbyrdes enige, om en takson skal opfattes som en art eller underart og om, hvornår eller om overhovedet en art er uddød. Et tomt felt i kolonnen for rødlistekategori betyder, at arten ikke er kategoriseret af IUCN, hvilket f.eks. kan skyldes, at den anses som uddød før 1500 eller at den ikke anerkendes som en art.
| Navn                                              | Fuglegruppe                           | K       | Artens uddødelsessted                                    | Uddød                  | Bemærkning |
| ------------------------------------------------- | ------------------------------------- | ------- | -------------------------------------------------------- | ---------------------- | --- |
| Elephant Bird Aepyornis maximus                   | Elefantfugle Aepyornithidae           | v       | Madagaskar                                               | 1600-tallet            | Den største af Elefantfuglene. Der kendes flere arter af Elefantfugle, men kun Aepyornis maximus har måske overlevet efter år 1500. |
| North Island Giant Moa Dinornis novaezelandiae    | Moaer Dinornithidae                   | v       | New Zealand                                              | 1500-tallet            | Muligvis uddød i 1600-tallet |
| Coastal Moa Euryapteryx curtus                    | Moaer Dinornithidae                   | v       | New Zealand                                              | 1600-tallet            | Måske uddød i 1700-tallet |
| Upland Moa Megalapteryx didinus                   | Moaer Dinornithidae                   | v       | New Zealand                                              | 1600-tallet            | |
| Sort emu Dromaius ater                            | Emuer Dromaiidae                      | EX      | Australien (King Island)                                 | 1805                   | Sidste vildtlevende eksemplarer døde på King Island i 1805, mens det sidste eksemplar af arten overhovedet, døde i Jardin des Plantes i Frankrig i 1822 |
| Kangaroo-emu Dromaius baudinianus                 | Emuer Dromaiidae                      | EX      | Australien (Kangaroo Island)                             | 1827                   | |
| Koreagravand Tadorna cristata                     | Andefugle Anseriformes                | CR      | Asien (nordøstlige)                                      | 1900-tallet            | Sidst set med sikkerhed i 1964, i omegnen af Vladivostok, men der er senere (ubekræftede) observationer fra Nordkorea i 1971 og det østlige Rusland i 1985. |
| Réuniongravand Alopochen kervazoi                 | Andefugle Anseriformes                | EX      | Mascarenerne (Réunion)                                   | 1690'erne              | |
| Mauritiusgravand Alopochen mauritianus            | Andefugle Anseriformes                | EX      | Mascarenerne (Mauritius)                                 | 1695 (cirka)           | |
| Amsterdampibeand Anas marecula                    | Andefugle Anseriformes                | EX      | Île Amsterdam (Indiske Ocean)                            | 1800 (cirka)           | Île Amsterdam er en del af de Franske Sydlige og Antarktiske Territorier |
| Mauritiusand Anas theodori                        | Andefugle Anseriformes                | EX      | Mascarenerne (Mauritius)                                 | 1693                   | Sidste observation fra Réunion i 1687, og sidste observation af arten i 1693 på Mauritius |
| Mariana-gråand Anas oustaleti                     | Andefugle Anseriformes                | v       | Marianerne (nordvestlige Stillehav)                      | 1981                   | Dette taxon var formentlig en hybrid mellem gråand og tøjleand (Anas superciliosa) |
| Newzealandsk mankegås Chenonetta finschi          | Andefugle Anseriformes                | v       | New Zealand                                              | 1870 (cirka)           | |
| Rosenhovedet and Rhodonessa caryophyllacea        | Andefugle Anseriformes                | CR      | Asien (sydlige)                                          | 1950, senest           | Arten menes at have uddøet i 1945-1950 i enten Bangladesh, Nordøstindien eller det nordlige Myanmar |
| Labradorand Camptorhynchus labradorius            | Andefugle Anseriformes                | EX      | USA (nordøstlige)                                        | 1878, senest           | Uddød 1875-1878. Sidste sikre observation på Long Island ved New York City i 1875. Desuden foreligger en ubekræftet observation fra Chemung River ved Elmira i delstaten New York.                                                                                       |
| Aucklandskallesluger Mergus australis             | Andefugle Anseriformes                | EX      | Stillehavet (sydvestlige del)                            | 1902 (cirka)           | |
| Kæmpebuskhøne Megapodius molistructo              | Hønsefugle Galliformes                | v       | Ny Kaledonien                                            | 1700-tallet            | |
| Viti Levu-buskhøne Megapodius amissus             | Hønsefugle Galliformes                | v       | Fiji (Polynesien)                                        | 1800-tallet            | |
| Newzealandsk vagtel Coturnix novaezelandiae       | Hønsefugle Galliformes                | EX      | New Zealand                                              | 1875                   | |
| Uttar Pradesh-vagtel Ophrysia superciliosa        | Hønsefugle Galliformes                | CR      | Indien (nordlige)                                        | 1876                   | Sidste sikre fund i 1876. Der foreligger flere senere (mulige) iagttagelser, senest i 2003 |
| Gejrfugl Pinguinus impennis                       | Mågevadefugle Charadriiformes         | EX      | Island (Eldey)                                           | 3. juni 1844           | |
| Javavibe Vanellus macropterus                     | Mågevadefugle Charadriiformes         | CR      | Indonesien (Java)                                        | 1950 (cirka)           | |
| Tahitiklire Prosobonia leucoptera                 | Mågevadefugle Charadriiformes         | EX      | Selskabsøerne (Tahiti)                                   | 1800-tallet            | |
| Hvidvinget klire Prosobonia ellisi                | Mågevadefugle Charadriiformes         | EX      | Selskabsøerne (Moorea)                                   | 1800-tallet            | |
| North Island Snipe Coenocorypha barrierensis      | Mågevadefugle Charadriiformes         | v       | New Zealand (Nordøen)                                    | 1870'erne              | Denne takson fra Little Barrier Island opfattes af IUCN som en underart af aucklandbekkasin, Coenocorypha aucklandica. |
| South Island Snipe Coenocorypha iredalei          | Mågevadefugle Charadriiformes         | v       | New Zealand (Sydøen, Stewart Island)                     | 1964                   | Denne takson fra Stewart Island opfattes af IUCN som en underart af aucklandbekkasin, Coenocorypha aucklandica. |
| Eskimospove Numenius borealis                     | Mågevadefugle Charadriiformes         | CR (PE) | Canada og Alaska                                         | 1900-tallet            | Arten menes uddød i slutningen af 1900-tallet, men findes muligvis stadig. |
| Canarisk strandskade Haematopus meadewaldoi       | Mågevadefugle Charadriiformes         | EX      | Kanariske Øer                                            | 1940 (cirka)           | Ubekræftet observation fra Tenerife i 1981 |
| Antillean Cave Rail Nesotrochis debooyi           | Tranefugle Gruiformes                 | v       | Vestindiske Øer (Puerto Rico, formentlig)                | 1900-tallet            | Arten er uddød i de første årtier af 1900-tallet. |
| Hawkins's Rail Diaphorapteryx hawkinsi            | Tranefugle Gruiformes                 | EX      | Chatham Øerne                                            | 1900-tallet            | |
| Mauritiusskovrikse Aphanapteryx bonasia           | Tranefugle Gruiformes                 | EX      | Mascarenerne (Mauritius)                                 | 1700 (cirka)           | |
| Rodrigues-skovrikse Aphanapteryx leguati          | Tranefugle Gruiformes                 | EX      | Mascarenerne (Rodrigues)                                 | 1800-tallet            | Arten er uddød i midten af 1800-tallet. |
| Fijirikse Nesoclopeus poecilopterus               | Tranefugle Gruiformes                 | EX      | Fiji (Polynesien)                                        | 1980 (cirka)           | |
| Ny caledonisk skovrikse Gallirallus lafresnayanus | Tranefugle Gruiformes                 | CR      | Ny Kaledonien                                            | 1985-1990              | Sidste iagttagelse i 1984 |
| Wakeskovrikse Gallirallus wakensis                | Tranefugle Gruiformes                 | EX      | Mikronesien (Wake Island)                                | 1945                   | |
| Tahitiskovrikse Gallirallus pacificus             | Tranefugle Gruiformes                 | EX      | Selskabsøerne (Tahiti)                                   | 1844                   | Sidste sikre iagttagelse var på Tahiti i 1844. Der foreligger mange ubekræftede iagttagelser helt op i 1920'erne |
| Hvidbrystet vandrikse Gallirallus dieffenbachii   | Tranefugle Gruiformes                 | EX      | Chatham Øerne                                            | 1800-tallet            | Arten er uddød i midten af 1800-tallet. |
| Tongatapu Rail Gallirallus hypoleucus             | Tranefugle Gruiformes                 | v       | Tonga (Tongatapu)                                        | 1869-1910              | |
| Chatham Rail Cabalus modestus                     | Tranefugle Gruiformes                 | EX      | Chatham Øerne                                            | 1900 (cirka)           | |
| Réunion Rail Dryolimnas augusti                   | Tranefugle Gruiformes                 | v       | Mascarenerne (Réunion)                                   | 1600-tallet            | Arten er uddød i slutningen af 1600-tallet. |
| Ascension Crake Mundia elpenor                    | Tranefugle Gruiformes                 | EX      | Sankt Helena (Ascension)                                 | 1600-tallet            | Arten er uddød i slutningen af 1600-tallet. |
| Skt. Helena-rørvagtel Porzana astrictocarpus      | Tranefugle Gruiformes                 | EX      | Sankt Helena (Atlanterhavet)                             | 1500-tallet            | Arten er uddød i første halvdel af 1500-tallet. |
| Laysanrørhøne Porzana palmeri                     | Tranefugle Gruiformes                 | EX      | Hawaii (Laysan Island)                                   | 1944                   | |
| Hawaiirørvagtel Porzana sandwichensis             | Tranefugle Gruiformes                 | EX      | Hawaii (Big Island)                                      | 1890 (cirka)           | |
| Kosraerørvagtel Porzana monasa                    | Tranefugle Gruiformes                 | EX      | Mikronesien (Kosrae)                                     | 1850-1900              | |
| Tahitirørvagtel Porzana nigra                     | Tranefugle Gruiformes                 | EX      | Selskabsøerne (Tahiti)                                   | 1800 (cirka)           | |
| Saint Helena Swamphen Aphanocrex podarces         | Tranefugle Gruiformes                 | EX      | Sankt Helena (Atlanterhavet)                             | 1500-tallet            | |
| Hvid sultanhøne Porphyrio albus                   | Tranefugle Gruiformes                 | EX      | Lord Howe Island                                         | 1800-tallet            | Arten er uddød i begyndelsen af 1800-tallet. |
| Réunion-sultanhøne Porphyrio coerulescens         | Tranefugle Gruiformes                 | EX      | Mascarenerne (Réunion)                                   | 1700-tallet            | |
| Marquesas Swamphen Porphyrio paepae               | Tranefugle Gruiformes                 | v       | Marquesasøerne (Hiva Oa og Tahuata)                      | 1900 (cirka)           | |
| Takahe Porphyrio mantelli                         | Tranefugle Gruiformes                 | EX      | New Zealand (Nordøen)                                    | 1890-1900              | |
| Ny caledonisk sultanhøne Porphyrio kukwiedei      | Tranefugle Gruiformes                 | EX      | Ny Kaledonien                                            | 1500-tallet            | |
| Samoarørhøne Gallinula pacifica                   | Tranefugle Gruiformes                 | CR      | Samoa (Savaii)                                           | 1907                   | Sidste sikre iagttagelse er fra 1907. Der har været mange ubekræftede angivelser helt op i 1990'erne, så muligvis er arten alligevel ikke uddød |
| Makirarørhøne Gallinula silvestris                | Tranefugle Gruiformes                 | CR      | Salomonøerne (Makira)                                    | 1940-1955              | Der foreligger ubekræftede iagttagelser, så arten findes muligvis stadigvæk |
| Tristanrørhøne Gallinula nesiotis                 | Tranefugle Gruiformes                 | VU      | Sankt Helena (Tristan da Cunha)                          | 1800-tallet            | Arten er uddød i slutningen af 1800-tallet. |
| Mascarenerblishøne Fulica newtoni                 | Tranefugle Gruiformes                 | EX      | Mascarenerne (Mauritius, Réunion)                        | 1700 (cirka)           | |
| Colombiansk lappedykker Podiceps andinus          | Lappedykkere Podicipediformes         | EX      | Colombia (Bogotá-distriktet)                             | 1977                   | |
| Alaotralappedykker Tachybaptus rufolavatus        | Lappedykkere Podicipediformes         | EX      | Madagaskar (Lake Alaotra)                                | 1985                   | |
| Atitlánlappedykker Podilymbus gigas               | Lappedykkere Podicipediformes         | EX      | Guatemala (Lake Atitlán)                                 | 1989                   | |
| Bermudanathejre Nyctanassa carcinocatactes        | Hejrer Ardeidae                       | v       | Bermuda (vestlige Atlanterhav)                           | 1600-tallet            | |
| Réunionnathejre Nycticorax duboisi                | Hejrer Ardeidae                       | EX      | Mascarenerne (Réunion)                                   | 1600-tallet            | Arten er uddød i slutningen af 1600-tallet. |
| Mauritiusnathejre Nycticorax mauritianus          | Hejrer Ardeidae                       | EX      | Mascarenerne (Mauritius)                                 | 1700 (cirka)           | |
| Rodrigues nathejre Nycticorax megacephalus        | Hejrer Ardeidae                       | EX      | Mascarenerne (Rodrigues)                                 | 1700-tallet            | Arten er uddød i midten af 1700-tallet. |
| Ascensionnathejre Nycticorax olsoni               | Hejrer Ardeidae                       | v       | Sankt Helena (Ascension)                                 | 1500-tallet            | Formentlig sidst i 1500-tallet |
| Newzealandsk dværghejre Ixobrychus novaezelandiae | Hejrer Ardeidae                       | EX      | New Zealand                                              | 1800-tallet            | Arten er uddød i slutningen af 1800-tallet. |
| Réunionibis Threskiornis solitarius               | Ibisser Threskiornithidae             | EX      | Mascarenerne (Réunion)                                   | 1700-tallet            | Arten er uddød i begyndelsen af 1700-tallet. |
| Brilleskarv Phalacrocorax perspicillatus          | Skarver Phalacrocoracidae             | EX      | Kommandørøerne (nordlige Stillehav)                      | 1850 (cirka)           | |
| Olson's Petrel Bulweria bifax                     | Stormfugle Procellariiformes          | EX      | Sankt Helena (Atlanterhavet)                             | 1500-tallet            | Arten er uddød i begyndelsen af 1500-tallet. Olson's Petrel er dens engelske navn og er på dansk (ved en fejl) givet samme navn som Pseudobulweria rupinarum, Sankt Helena-petrel.                                                                                       |
| Bermudaskråpe Puffinus parvus                     | Stormfugle Procellariiformes          | v       | Bermuda (vestlige Atlanterhav)                           | 1500-tallet            | |
| Sankt Helena-petrel Pseudobulweria rupinarum      | Stormfugle Procellariiformes          | EX      | Sankt Helena (Atlanterhavet)                             | 1500-tallet            | Arten er uddød i begyndelsen af 1500-tallet. |
| Jamaicapetrel Pterodroma caribbaea                | Stormfugle Procellariiformes          | CR      | Vestindiske Øer (Jamaica)                                | 1879                   | Formentlig uddød |
| Guadalupestormsvale Oceanodroma macrodactyla      | Stormfugle Procellariiformes          | CR      | Guadalupe (østlige Stillehav)                            | 1910 (cirka)           | |
| Chatham Penguin Eudyptes chathamensis             | Pingviner Sphenisciformes             | v       | Chatham Øerne                                            | 1872, senest           | En ikke formelt beskrevet pingvin-art fra Chatham Øerne. Kendes i dag kun fra subfossile knogler. Et indfanget individ, der muligvis var af denne art, blev holdt i live mellem 1867 og 1872.                                                                            |
| Saint Helena Dove Dysmoropelia dekarchiskos       | Duer Columbiformes                    | EX      | Sankt Helena (Atlanterhavet)                             | 1500-tallet            | Formentlig først i 1500-tallet |
| Amerikansk vandredue Ectopistes migratorius       | Duer Columbiformes                    | EX      | USA                                                      | 1914                   | Verdens (tidligere) talrigste og almindeligste fugl overhovedet, uddøde i 1914, da en hun af den Amerikanske Vandredue døde i Cincinnati Zoo i Ohio, USA |
| Bonindue Columba versicolor                       | Duer Columbiformes                    | EX      | Ogasawara-Øerne (Nakodo-jima, Chichi-jima)               | 1890 (cirka)           | |
| Ryukyuskovdue Columba jouyi                       | Duer Columbiformes                    | EX      | Okinawa og Daito (nordvestlige Stillehav)                | 1930'erne              | |
| Réuniondue Nesoenas duboisi                       | Duer Columbiformes                    | EX      | Mascarenerne (Réunion)                                   | 1700 (cirka)           | |
| Rodriguesdue Nesoenas rodericana                  | Duer Columbiformes                    | v       | Mascarenerne (Rodrigues)                                 | 1600-tallet            | Arten er uddød i slutningen af 1600-tallet. |
| Spotted Green Pigeon Caloenas maculata            | Duer Columbiformes                    | EX      | Selskabsøerne (muligvis Tahiti)                          | 1928, senest           | Kun ét kendt eksemplar, som opbevares på Liverpool Museum. Eksemplaret stammer muligvis fra Tahiti. |
| Suludolkestikdue Gallicolumba menagei             | Duer Columbiformes                    | CR      | Philippinerne                                            | 1900-tallet            | Kendes kun fra to eksemplarer, indsamlet på Tawitawi i Philippinerne i 1891. En del mulige iagttagelser er gjort i 1995 |
| Norfolkpurpurdue Gallicolumba norfolciensis       | Duer Columbiformes                    | EX      | Norfolk Island (sydvestlige Stillehav)                   | 1800 (cirka)           | |
| Tannapurpurdue Gallicolumba ferruginea            | Duer Columbiformes                    | EX      | Vanuatu (Tanna)                                          | 1900-tallet            | Måske allerede uddød sidst i 1800-tallet |
| Salomonpurpurdue Gallicolumba salamonis           | Duer Columbiformes                    | EX      | Salomonøerne (Makira, Ramos)                             | 1927, tidligst         | Sidst set i 1927 |
| Lille krondue Microgoura meeki                    | Duer Columbiformes                    | EX      | Salomonøerne (Choiseul)                                  | 1900-tallet            | Arten er uddød i begyndelsen af 1900-tallet. |
| Rødskægget frugtdue Ptilinopus mercierii          | Duer Columbiformes                    | EX      | Marquesasøerne (Nuku Hiva, Hiva Oa)                      | 1900-tallet            | Arten er uddød i midten af 1900-tallet. |
| Canlaonfrugtdue Ptilinopus arcanus                | Duer Columbiformes                    | CR      | Philippinerne (Negros)                                   | 1900-tallet            | Arten er uddød i sidste halvdel af 1900-tallet. En mulig iagttagelse er gjort i 2002 |
| Mauritiusblådue Alectroenas nitidissima           | Duer Columbiformes                    | EX      | Mascarenerne (Mauritius)                                 | 1830'erne              | |
| Rodriguesblådue Alectroenas rodericana            | Duer Columbiformes                    | EX      | Mascarenerne (Rodrigues)                                 | 1700-tallet            | Arten er uddød i midten af 1700-tallet. |
| Dronte Raphus cucullatus                          | Duer Columbiformes                    | EX      | Mascarenerne (Mauritius)                                 | 1681                   | Det sidste individ blev dræbt i 1681 |
| Rodrigues-solitær Pezophaps solitaria             | Duer Columbiformes                    | EX      | Mascarenerne (Rodrigues)                                 | 1730'erne (formentlig) | |
| Diademprydlori Charmosyna diadema                 | Papegøjer Psittaciformes              | CR      | Ny Kaledonien                                            | 1900-tallet            | Arten er uddød i midten af 1900-tallet. |
| Norfolkkaka Nestor productus                      | Papegøjer Psittaciformes              | EX      | Norfolk Island og Phillip Island (sydvestlige Stillehav) | 1851                   | |
| Raiateaparakit Cyanoramphus ulietanus             | Papegøjer Psittaciformes              | EX      | Selskabsøerne (Raiatea)                                  | 1700-tallet            | Arten er uddød i slutningen af 1700-tallet. |
| Tahitiparakit Cyanoramphus zealandicus            | Papegøjer Psittaciformes              | EX      | Selskabsøerne (Tahiti)                                   | 1850 (cirka)           | |
| Paradissangparakit Psephotus pulcherrimus         | Papegøjer Psittaciformes              | EX      | Australien (Rockhampton-området)                         | 1920'erne              | Sidst i 1920'erne |
| Oceanic Eclectus Parrot Eclectus infectus         | Papegøjer Psittaciformes              | v       | Vanuatu og Tonga                                         | 1700-tallet            | |
| Seycheller-alexanderparakit Psittacula wardi      | Papegøjer Psittaciformes              | EX      | Seychellerne                                             | 1883                   | |
| Rodrigues-alexanderparakit Psittacula exsul       | Papegøjer Psittaciformes              | EX      | Mascarenerne (Rodrigues)                                 | 1875 (cirka)           | |
| Mascarene Grey Parakeet Psittacula bensoni        | Papegøjer Psittaciformes              | EX      | Mascarenerne (Mauritius)                                 | 1700-tallet            | Muligvis også på Réunion, men formentlig uddød begge steder i midten af 1700-tallet. |
| Mascarenerpapegøje Mascarinus mascarinus          | Papegøjer Psittaciformes              | EX      | Mascarenerne (Réunion)                                   | 1834                   | Det sidste kendte individ døde i fangeskab i 1834. Arten har muligvis også tidligere fandtes på Mauritius. |
| Broad-Billed Parrot Lophopsittacus mauritianus    | Papegøjer Psittaciformes              | EX      | Mascarenerne (Mauritius)                                 | 1700-tallet, senest    | Sidste iagttagelse i 1680, men arten kan have overlevet ind i 1700-tallet |
| Rodrigues Parrot Necropsittacus rodericanus       | Papegøjer Psittaciformes              | EX      | Mascarenerne (Rodrigues)                                 | 1700-tallet            | Arten er uddød i slutningen af 1700-tallet. |
| Havblå ara Anodorhynchus glaucus                  | Papegøjer Psittaciformes              | CR      | Argentina (nordlige del)                                 | 1900-tallet            | Arten er uddød i begyndelsen af 1900-tallet. |
| Hispaniola-ara Ara tricolor                       | Papegøjer Psittaciformes              | EX      | Vestindiske Øer (Cuba)                                   | 1800-tallet            | Arten er uddød i slutningen af 1800-tallet. |
| Carolinaparakit Conuropsis carolinensis           | Papegøjer Psittaciformes              | EX      | USA (nordøstlige)                                        | 1930'erne              | Det sidste kendte individ døde i Cincinnati Zoo i 1918, men arten kan have overlevet ubemærket til ind i 1930'erne |
| Guadeloupe-aratinga Aratinga labati               | Papegøjer Psittaciformes              | EX      | Vestindiske Øer (Guadeloupe)                             | 1700-tallet            | Arten er uddød i slutningen af 1700-tallet. |
| Martiniqueamazone Amazona martinicana             | Papegøjer Psittaciformes              | EX      | Vestindiske Øer (Martinique)                             | 1700-tallet            | Arten er uddød i midten af 1700-tallet. |
| Guadeloupeamazone Amazona violacea                | Papegøjer Psittaciformes              | EX      | Vestindiske Øer (Guadeloupe)                             | 1700-tallet            | Arten er uddød i midten af 1700-tallet. |
| Jamaican Red Macaw Ara gossei                     | Papegøjer Psittaciformes              | EX      | Vestindiske Øer (Jamaica)                                | 1700-tallet            | En hypotetisk art, der kun er kendt fra et enkelt individ, der blev skudt og senere udstoppet (nu forsvundet) omkring 1765. Arten blev nærmere beskrevet af Philip Henry Gosse, men den kunne måske være identisk med den ligeledes uddøde hispaniola-ara, Ara tricolor. |
| Dominican Green-and-yellow Macaw Ara atwoodi      | Papegøjer Psittaciformes              | EX      | Vestindiske Øer (Dominica)                               | 1800 (cirka)           | En hypotetisk art, der kun er kendt gennem beskrivelser foretaget af zoologen Thomas Atwood i 1791. |
| Red-Headed Macaw Ara erythrocephala               | Papegøjer Psittaciformes              | EX      | Vestindiske Øer (Jamaica)                                | 1800-tallet            | En hypotetisk art, der kun er kendt ud fra en enkelt persons beskrivelser |
| Lesser Antillean Macaw Ara guadeloupensis         | Papegøjer Psittaciformes              | EX      | Vestindiske Øer (Guadeloupe)                             | 1700-tallet            | En hypotetisk art, der kun er kendt ud fra nogle få beskrivelser. |
| Sneglegøg Coua delalandei                         | Gøgefugle Cuculiformes                | EX      | Madagaskar                                               | 1800-tallet            | Arten er uddød i slutningen af 1800-tallet. |
| Saint Helena Cuckoo Nannococcyx psix              | Gøgefugle Cuculiformes                | EX      | Sankt Helena (Atlanterhavet)                             | 1700-tallet            | |
| Guadalupecaracara Polyborus lutosus               | Falke-ordenen Falconiformes           | EX      | Guadalupe (østlige Stillehav)                            | 1903 (senest)          | Uddød 1900 eller 1903. |
| Réuniontårnfalk Falco duboisi                     | Falke-ordenen Falconiformes           | EX      | Mascarenerne (Réunion)                                   | 1700 (cirka)           | |
| Réunion Owl Mascarenotus grucheti                 | Ugler Strigiformes                    | EX      | Mascarenerne (Réunion)                                   | 1600-tallet            | Arten er uddød i slutningen af 1600-tallet. |
| Mauritius Owl Mascarenotus sauzieri               | Ugler Strigiformes                    | EX      | Mascarenerne (Mauritius)                                 | 1850 (cirka)           | |
| Rodrigues Owl Mascarenotus murivorus              | Ugler Strigiformes                    | EX      | Mascarenerne (Rodrigues)                                 | 1800-tallet            | Arten er uddød i midten af 1800-tallet. |
| Latterugle Sceloglaux albifacies                  | Ugler Strigiformes                    | EX      | New Zealand                                              | 1914 (tidligst)        | Sidste sikre observation i 1914, men arten har muligvis overlevet helt op til 1950'erne |
| Puerto Rico-slørugle Tyto cavatica                | Ugler Strigiformes                    | v       | Vestindiske Øer (Puerto Rico)                            | 1912 (cirka)           | |
| Bahamaslørugle Tyto pollens                       | Ugler Strigiformes                    | v       | Vestindiske Øer (Bahamas)                                | 1500-tallet            | |
| Siaudværghornugle Otus siaoensis                  | Ugler Strigiformes                    | CR      | Indonesien (Siau)                                        | 1866 (tidligst)        | Sidst (og først) set i 1866, men der er mange ubekræftede iagttagelser helt indtil årtusindskiftet. Arten lever muligvis endnu, men i så fald er den meget fåtallig |
| Jamaicapoorwill Siphonorhis americana             | Natravnfugle Caprimulgiformes         | CR (PE) | Vestindiske Øer (Jamaica)                                | 1800-tallet            | Måske uddød 1880'erne eller 1890'erne. Findes muligvis stadig fåtalligt |
| Cuban Pauraque Siphonorhis daiquiri               | Natravnfugle Caprimulgiformes         | v       | Vestindiske Øer (Cuba)                                   | Ukendt                 | Ukendt tidsperiode for uddøen. Arten kendes kun fra subfossile knogler |
| Boliviansk tornhale Discosura letitiae            | Kolibrier Trochilidae                 | DD      | Bolivia                                                  | 1800-tallet?           | Arten kendes kun fra to gamle indsamlede hanner |
| Braces smaragd Chlorostilbon bracei               | Kolibrier Trochilidae                 | EX      | Vestindiske Øer (Bahamas)                                | 1800-tallet            | Arten er uddød i slutningen af 1800-tallet fra øen New Providence. |
| Caribersmaragd Chlorostilbon elegans              | Kolibrier Trochilidae                 | EX      | Vestindiske Øer                                          | 1800-tallet            | Arten er uddød i slutningen af 1800-tallet fra Jamaica eller det nordlige Bahamas. |
| Bogotásolalf Heliangelus zusii                    | Kolibrier Trochilidae                 | DD      | Colombia                                                 | 1900-tallet            | Kendes kun fra et ét indsamlet individ, indsamlet i Colombia i 1890-1909. Arten findes muligvis stadig |
| Turkisstrubet kvastben Eriocnemis godini          | Kolibrier Trochilidae                 | CR (PE) | Ecuador                                                  | 1900-tallet            | |
| Kæmpehærfugl Upupa antaios                        | Skrigefugle Coraciiformes             | EX      | Sankt Helena (Atlanterhavet)                             | 1500-tallet            | Arten er uddød i begyndelsen af 1500-tallet. |
| Kejserspætte Campephilus imperialis               | Spættefugle Piciformes                | CR (PE) | Mexico                                                   | 1990'erne (senest)     | Uddød 1980'erne eller 1990'erne |
| Elfenbensspætte Campephilus principalis           | Spættefugle Piciformes                | CR      | Vestindiske Øer (Cuba)                                   | 1987                   | Arten findes muligvis endnu |
| Stephens klippesmutte Xenicus lyalli              | Spurvefugle Newzealandske smutter     | EX      | New Zealand                                              | 1895                   | Da arten ikke var i stand til at flyve, blev den udryddet af enkelte katte, samme år som den blev opdaget |
| Busksmutte Xenicus longipes                       | Spurvefugle Newzealandske smutter     | EX      | New Zealand (Stewart Island)                             | 1972                   | |
| Táchiramyrepitta Grallaria chthonia               | Spurvefugle Myredrosler & Myrepittaer | CR      | Venezuela                                                | 1900-tallet            | Arten er uddød i sidste halvdel af 1900-tallet. Den er sidst set i 1956. |
| Kioea Chaetoptila angustipluma                    | Spurvefugle Mohoidae                  | EX      | Hawaii (Big Island)                                      | 1860'erne              | |
| Hawaii oo Moho nobilis                            | Spurvefugle Mohoidae                  | EX      | Hawaii (Big Island)                                      | 1930'erne              | |
| Oahu oo Moho apicalis                             | Spurvefugle Mohoidae                  | EX      | Hawaii (Oahu)                                            | 1800-tallet            | Arten er uddød i midten af 1800-tallet. |
| Molokai oo Moho bishopi                           | Spurvefugle Mohoidae                  | EX      | Hawaii (Molokai)                                         | 1904                   | Arten fandtes muligvis også på Maui (Hawaii). Der foreligger en ubekræftet observation fra 1981 |
| Kauai oo Moho braccatus                           | Spurvefugle Mohoidae                  | EX      | Hawaii (Kauai)                                           | 1987                   | |
| Chatham Bellbird Anthornis melanocephala          | Spurvefugle Honningædere              | EX      | Chatham Øerne                                            | 1910 (cirka)           | Ubekræftede iagttagelser er foretaget indtil sidst i 1950'erne |
| Lord Howe-træsanger Gerygone insularis            | Spurvefugle Australasiatiske sangere  | EX      | Lord Howe Island                                         | 1930'erne              | |
| Mangarevan Whistler Pachycephala gambierana       | Spurvefugle Fløjtere                  | v       | Mangareva (sydøst for Tuamotu)                           | 1800-tallet            | Arten er uddød i slutningen af 1800-tallet. Muligvis er der tale om forveksling med en anden art, måske i Acrocephalus-slægten. |
| Maupitimonark Pomarea pomarea                     | Spurvefugle Drongoer                  | EX      | Selskabsøerne (Maupiti)                                  | 1800-tallet            | Arten er uddød i midten af 1800-tallet. |
| Eiaomonark Pomarea fluxa                          | Spurvefugle Drongoer                  | EX      | Marquesasøerne (Eiao)                                    | 1970'erne              | |
| Nuku Hiva-monark Pomarea nukuhivae                | Spurvefugle Drongoer                  | EX      | Marquesasøerne (Nuku Hiva)                               | 1900-tallet            | Arten er uddød i sidste halvdel af 1900-tallet. |
| Ua Pou-monark Pomarea mira                        | Spurvefugle Drongoer                  | CR (PE) | Marquesasøerne (Ua Pou)                                  | 1986                   | |
| Guammonark Myiagra freycineti                     | Spurvefugle Drongoer                  | EX      | Guam (vestlige Stillehav)                                | 1983                   | |
| Nordlig piopio Turnagra tanagra                   | Spurvefugle Løvhyttefugle             | EX      | New Zealand (Nordøen)                                    | 1970 (cirka)           | |
| Piopio Turnagra capensis                          | Spurvefugle Løvhyttefugle             | EX      | New Zealand (Sydøen)                                     | 1960'erne              | |
| Huia Heteralocha acutirostris                     | Spurvefugle Klippehoppere             | EX      | New Zealand (Nordøen)                                    | 1900-tallet            | Gennem 1900-tallet begyndte denne ellers så almindelige fugl at blive sjældnere. Den sidste nogenlunde sikre observation er fra Gollans Valley d. 28 december 1922, hvor tre individer blev set. Ubekræftede iagttagelser fortsatte indtil sidst i 1960'erne.            |
| Hvidøjet flodsvale Pseudochelidon sirintarae      | Spurvefugle Svaler                    | v       | Thailand                                                 | 1980'erne              | Sidst set i 1986 |
| Rødehavssvale Petrochelidon perdita               | Spurvefugle Svaler                    | v       | Rødehavs-området                                         | 1900-tallet            | Arten er uddød i slutningen af 1900-tallet. |
| Moorea rørsanger Acrocephalus longirostris        | Spurvefugle Acrocephalidae            | v       | Selskabsøerne (Moorea)                                   | 1980'erne              | |
| Indigoniltava Cyornis ruckii                      | Spurvefugle Fluesnappere              | CR      | Malaysia eller Indokina                                  | 1900-tallet            | Sidst set i 1918 |
| Chathamsumpsanger Bowdleria rufescens             | Spurvefugle Megaluridae               | EX      | Chatham Øerne                                            | 1900 (cirka)           | |
| Tanacisticola Cisticola restrictus                | Spurvefugle Cistussangere             | DD      | Kenya                                                    | 1970'erne              | Sidst set i 1972 |
| Seychellerbrillefugl Zosterops semiflavus         | Spurvefugle Brillefugle               | v       | Seychellerne (Marianne Island)                           | 1800-tallet            | Arten er uddød i slutningen af 1800-tallet. |
| Robust brillefugl Zosterops strenuus              | Spurvefugle Brillefugle               | EX      | Lord Howe Island                                         | 1918                   | |
| Norfolkbrillefugl Zosterops albogularis           | Spurvefugle Brillefugle               | CR      | Norfolk Island (sydvestlige Stillehav)                   | 2010 (senest)          | Uddød mellem 2006 og 2010 |
| Brilledrosseltimalie Malacocincla perspicillata   | Spurvefugle Timalier                  | DD      | Borneo                                                   | 1900 (cirka)           | Sidste havdel af 1800-tallet eller 1900-tallet |
| Aldabrasanger Nesillas aldabrana                  | Spurvefugle Sangere ?                 | EX      | Aldabra (Indiske Ocean)                                  | 1984                   | |
| Kosraetræstær Aplonis corvina                     | Spurvefugle Stære                     | EX      | Mikronesien (Kosrae)                                     | 1800-tallet            | Arten er uddød i midten af 1800-tallet. |
| Mauketræstær Aplonis mavornata                    | Spurvefugle Stære                     | EX      | Cookøerne (Mauke)                                        | 1800-tallet            | Arten er uddød i midten af 1800-tallet. |
| Norfolktræstær Aplonis fusca                      | Spurvefugle Stære                     | EX      | Lord Howe Island og Norfolk Island                       | 1923                   | |
| Ponapétræstær Aplonis pelzelni                    | Spurvefugle Stære                     | CR      | Mikronesien (Pohnpei)                                    | 2000 (cirka)           | |
| Raiateatræstær Aplonis ulietensis                 | Spurvefugle Stære                     | v       | Selskabsøerne (Raiatea)                                  | 1774-1850              | Eneste fund stammer fra 1774. En eftersøgning i 1850 mislykkedes |
| Réunionstær Fregilupus varius                     | Spurvefugle Stære                     | EX      | Mascarenerne (Réunion)                                   | 1850 (cirka)           | |
| Rodrigues-stær Necropsar rodericanus              | Spurvefugle Stære                     | EX      | Mascarenerne (Rodrigues)                                 | 1700-tallet            | Arten er uddød i første halvdel af 1700-tallet. |
| Grand Cayman-drossel Turdus ravidus               | Spurvefugle Drosler                   | EX      | Vestindiske Øer (Grand Cayman)                           | 1940'erne              | |
| Bonindrossel Zoothera terrestris                  | Spurvefugle Drosler                   | EX      | Ogasawara-Øerne (Chichi-jima)                            | 1830'erne              | |
| Amaui Myadestes woahensis                         | Spurvefugle Drosler                   | EX      | Hawaii (Oahu)                                            | 1800-tallet            | Arten er uddød i midten af 1800-tallet. |
| Kamao Myadestes myadestinus                       | Spurvefugle Drosler                   | EX      | Hawaii (Kauai)                                           | 1990'erne              | |
| Olomao Myadestes lanaiensis                       | Spurvefugle Drosler                   | CR (PE) | Hawaii                                                   | 1980'erne              | |
| Cozumelrøddrossel Toxostoma guttatum              | Spurvefugle Spottedrosler             | CR      | Vestindiske Øer (Cozumel)                                | 2005?                  | Genopdaget i 2004, men blev muligvis udryddet af orkanerne Emily og Wilma i 2005. |
| Sortmasket astrild Estrilda nigriloris            | Spurvefugle Astrilder                 | DD      | Demokratiske Republik Congo                              | 1900-tallet            | Arten er uddød i slutningen af 1900-tallet og sidst set i 1950. |
| Sumpgrackel Quiscalus palustris                   | Spurvefugle Trupialer                 | EX      | Mexico                                                   | 1910                   | |
| Bachmansanger Vermivora bachmanii                 | Spurvefugle Amerikanske sangere       | CR (PE) | USA (sydlige)                                            | 1990'erne              | |
| Sankt Lucia-sanger Leucopeza semperi              | Spurvefugle Amerikanske sangere       | CR      | Vestindiske Øer (Saint Lucia)                            | 1970'erne              | |
| Boninfinke Chaunoproctus ferreorostris            | Spurvefugle Finker                    | EX      | Ogasawara-Øerne (Chichi-jima)                            | 1830'erne              | |
| Ou Psittirostra psittacea                         | Spurvefugle Finker                    | CR (PE) | Hawaii                                                   | 2000 (cirka)           | |
| Konafinke Chloridops kona                         | Spurvefugle Finker                    | EX      | Hawaii (Big Island)                                      | 1894                   | |
| Lanaifinke Dysmorodrepanis munroi                 | Spurvefugle Finker                    | EX      | Hawaii (Lanai)                                           | 1918                   | |
| Pila's Palila Loxioides kikuichi                  | Spurvefugle Finker                    | v       | Hawaii (Kauai)                                           | 1700-tallet            | Arten er uddød i begyndelsen af 1700-tallet. |
| Lille koafinke Rhodacanthus flaviceps             | Spurvefugle Finker                    | EX      | Hawaii (Big Island)                                      | 1891                   | |
| Stor koafinke Rhodacanthus palmeri                | Spurvefugle Finker                    | EX      | Hawaii (Big Island)                                      | 1896                   | |
| Stor amakihi Hemignathus sagittirostris           | Spurvefugle Finker                    | EX      | Hawaii (Big Island)                                      | 1901                   | |
| Nukupuu Hemignathus lucidus                       | Spurvefugle Finker                    | CR (PE) | Hawaii                                                   | 2000 (cirka)           | Sidst set på øerne Kauai og Maui i 1998 |
| Akialoa Hemignathus obscurus                      | Spurvefugle Finker                    | EX      | Hawaii (Big Island)                                      | 1940                   | |
| Stor akialoa Hemignathus ellisianus               | Spurvefugle Finker                    | EX      | Hawaii (Kauai, Oahu og Lanai)                            | 1969                   | |
| Molokaiklatrefinke Paroreomyza flammea            | Spurvefugle Finker                    | EX      | Hawaii (Molokai)                                         | 1963                   | |
| Oahuklatrefinke Paroreomyza maculata              | Spurvefugle Finker                    | CR (PE) | Hawaii (Oahu)                                            | 1990'erne              | Sidste sikre iagttagelse er fra 1985. Der foreligger en ubekræftet iagttagelse fra 1990. |
| Alohafinke Ciridops anna                          | Spurvefugle Finker                    | EX      | Hawaii (Big Island)                                      | 1892 eller 1937        | |
| Sortmamo Drepanis funerea                         | Spurvefugle Finker                    | EX      | Hawaii (Molokai)                                         | 1907                   | |
| Hawaiifinke Drepanis pacifica                     | Spurvefugle Finker                    | EX      | Hawaii (Big Island)                                      | 1898                   | |
| Poo-uli Melamprosops phaeosoma                    | Spurvefugle Finker                    | CR (PE) | Hawaii (Maui)                                            | 2004                   | Den sidste kendte fugl døde i fangenskab d. 28. november 2004 |
| Hætteklerkefinke Sporophila melanops              | Spurvefugle Værlinger                 | CR (PE) | Brasilien                                                | 1900-tallet?           | Uddød i 1800-tallet eller 1900-tallet. Kendt fra ét individ, indsamlet i 1823 |
| Antioquiakratfinke Atlapetes blancae              | Spurvefugle Værlinger                 | CR      | Colombia (Antioquia)                                     | 1900-tallet            | Arten er uddød i slutningen af 1900-tallet. Sidste daterede fund (indsamlet individ) er fra 1971. |

## Billeder af uddøde fugle
| |
| To Moa'er under angreb af den ligeledes uddøde haast-ørn, harpagornis moorei. Moa'erne var strudsefugle fra New Zealand, der uddøde omkring 1600-tallet. |

|                                                           |
| Rosenhovedet and fra det sydlige Asien uddøde cirka 1950. |

|                                        |
| Newzealandsk vagtel uddøde cirka 1870. |

|                                         |
| Laysanrørhøne fra Hawaii uddøde i 1944. |

|                                                                  |
| Latteruglen fra New Zealand uddøde i begyndelsen af 1900-tallet. |

|                                                                                         |
| Turkisstrubet kvastben var en kolibri fra Ecuador, der formentlig uddøde i 1900-tallet. |

| |
| Stephens klippesmutte fra New Zealand uddøde i 1895. Der findes nu kun to arter tilbage i denne gamle udviklingslinje blandt spurvefuglene. Disse fugle menes hverken at tilhøre sangfugle eller subosciner. |

|                                                                     |
| Huia var en klippehopper fra New Zealand, der uddøde i 1900-tallet. |

|                                                           |
| Sumpgrackel var en trupial fra Mexico, der uddøde i 1910. |

|                                                     |
| Newzealandsk dværghejre uddøde sidst i 1800-tallet. |

| |
| Spotted Green Pigeon, Caloenas maculata, fra det sydlige Stillehav uddøde senest i 1928. Den er også kendt som The Liverpool Pigeon, fordi det eneste eksemplar af fuglen opbevares dér. |

|                                                       |
| Paradissangparakit fra Australien uddøde i 1920'erne. |

|                               |
| Hawaii oo uddøde i 1930'erne. |

|                                                                       |
| Maupitimonark fra atollen Maupiti i Stillehavet uddøde i 1800-tallet. |

|                                                  |
| Robust brillefugl fra Stillehavet uddøde i 1922. |

|                                                                               |
| Bonindrossel fra Boninøerne (i Stillehavet syd for Japan) uddøde i 1830'erne. |

|                                    |
| Sortmamo fra Hawaii uddøde i 1907. |